# Arrondissement Clamecy
Das Arrondissement Clamecy ist eine Verwaltungseinheit im französischen Département Nièvre innerhalb der Region Bourgogne-Franche-Comté. Verwaltungssitz (Unterpräfektur) ist Clamecy.
Im Arrondissement gibt es vier Wahlkreise (Kantone) und 84 Gemeinden.

## Kantone
- Kanton La Charité-sur-Loire (mit 1 von 28 Gemeinden)
- Kanton Château-Chinon (mit 1 von 40 Gemeinden)
- Kanton Clamecy
- Kanton Corbigny (mit 36 von 45 Gemeinden)

## Gemeinden
Die Gemeinden des Arrondissements Clamecy sind:
| 1. Amazy (58005)                 | 2. Anthien (58008)                  | 3. Armes (58011)                    | 4. Asnan (58015)                   |
| 5. Asnois (58016)                | 6. Authiou (58018)                  | 7. Beaulieu (58026)                 | 8. Beuvron (58029)                 |
| 9. Billy-sur-Oisy (58032)        | 10. Breugnon (58038)                | 11. Brèves (58039)                  | 12. Brinon-sur-Beuvron (58041)     |
| 13. Bussy-la-Pesle (58043)       | 14. Cervon (58047)                  | 15. Challement (58050)              | 16. Champallement (58052)          |
| 17. Champlin (58054)             | 18. Chaumot (58069)                 | 19. Chazeuil (58070)                | 20. Chevannes-Changy (58071)       |
| 21. Chevroches (58073)           | 22. Chitry-les-Mines (58075)        | 23. Clamecy (58079)                 | 24. Corbigny (58083)               |
| 25. Corvol-d’Embernard (58084)   | 26. Corvol-l’Orgueilleux (58085)    | 27. Courcelles (58090)              | 28. Cuncy-lès-Varzy (58093)        |
| 29. Dirol (58098)                | 30. Dornecy (58103)                 | 31. Entrains-sur-Nohain (58109)     | 32. Epiry (58110)                  |
| 33. Flez-Cuzy (58116)            | 34. Gâcogne (58120)                 | 35. Germenay (58123)                | 36. Grenois (58130)                |
| 37. Guipy (58132)                | 38. Héry (58133)                    | 39. La Chapelle-Saint-André (58058) | 40. La Collancelle (58080)         |
| 41. La Maison-Dieu (58154)       | 42. Lys (58150)                     | 43. Magny-Lormes (58153)            | 44. Marcy (58156)                  |
| 45. Marigny-sur-Yonne (58159)    | 46. Menou (58163)                   | 47. Metz-le-Comte (58165)           | 48. Mhère (58166)                  |
| 49. Moissy-Moulinot (58169)      | 50. Monceaux-le-Comte (58170)       | 51. Montreuillon (58179)            | 52. Moraches (58181)               |
| 53. Mouron-sur-Yonne (58183)     | 54. Neuffontaines (58190)           | 55. Neuilly (58191)                 | 56. Nuars (58197)                  |
| 57. Oisy (58198)                 | 58. Ouagne (58200)                  | 59. Oudan (58201)                   | 60. Parigny-la-Rose (58206)        |
| 61. Pazy (58208)                 | 62. Pouques-Lormes (58216)          | 63. Pousseaux (58217)               | 64. Rix (58222)                    |
| 65. Ruages (58224)               | 66. Saint-Aubin-des-Chaumes (58230) | 67. Saint-Didier (58237)            | 68. Saint-Germain-des-Bois (58242) |
| 69. Saint-Pierre-du-Mont (58263) | 70. Saint-Révérien (58266)          | 71. Saizy (58271)                   | 72. Sardy-lès-Épiry (58272)        |
| 73. Surgy (58282)                | 74. Taconnay (58283)                | 75. Talon (58284)                   | 76. Tannay (58286)                 |
| 77. Teigny (58288)               | 78. Trucy-l’Orgueilleux (58299)     | 79. Varzy (58304)                   | 80. Vauclaix (58305)               |
| 81. Vignol (58308)               | 82. Villiers-le-Sec (58310)         | 83. Villiers-sur-Yonne (58312)      | 84. Vitry-Laché (58313)            |

## Neuordnung der Arrondissements 2017

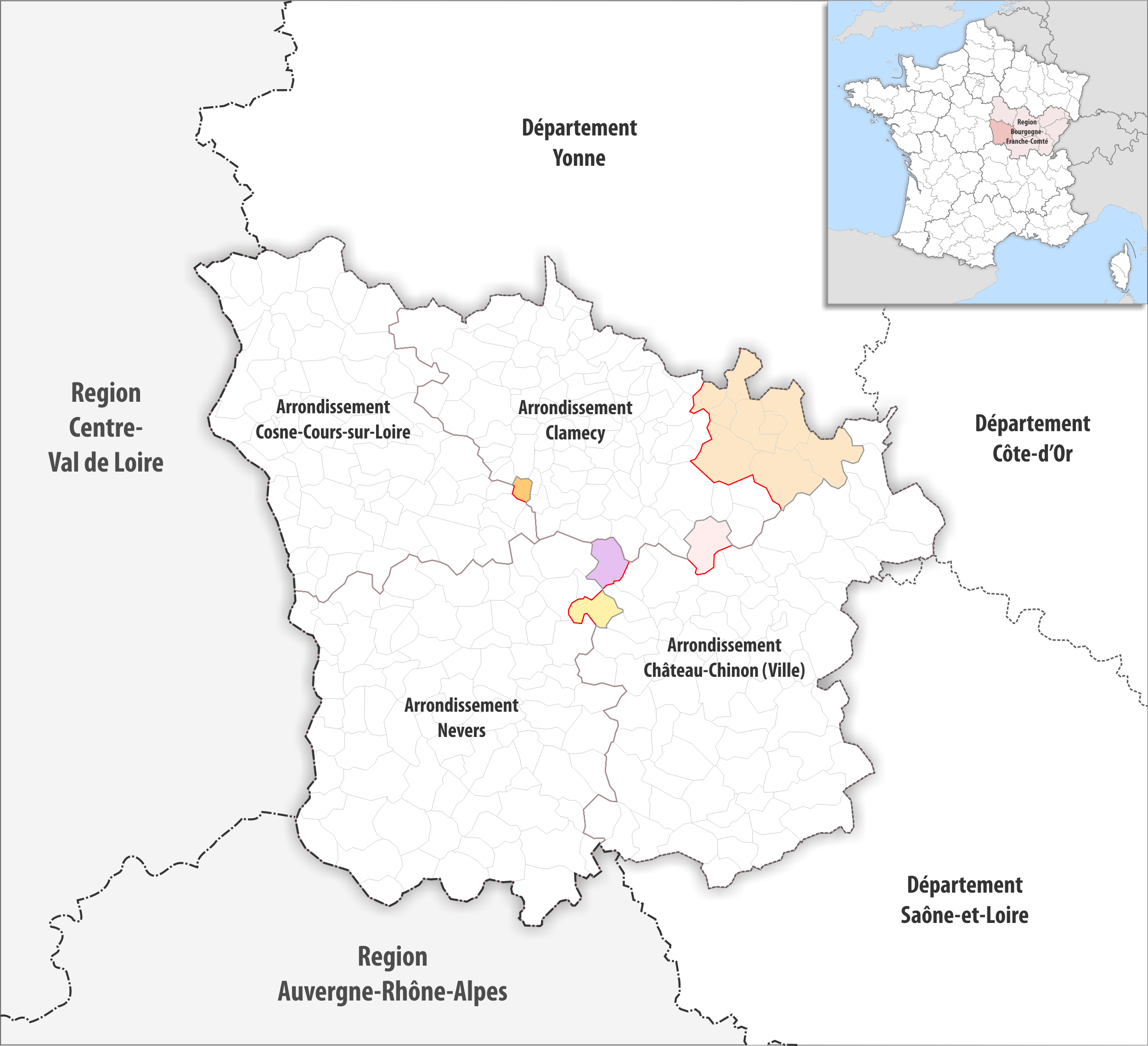
Arrondissementsanpassungen im Jahr 2017

Durch die Neuordnung der Arrondissements im Jahr 2017 wurde die Fläche der neun Gemeinden Bazoches, Brassy, Chalaux, Dun-les-Places, Empury, Lormes, Marigny-l’Église, Saint-André-en-Morvan und Saint-Martin-du-Puy aus dem Arrondissement Clamecy dem Arrondissement Château-Chinon (Ville) zugewiesen.
Dafür wechselte aus dem Arrondissement Château-Chinon (Ville) die Fläche der Gemeinde Montreuillon und aus dem Arrondissement Cosne-Cours-sur-Loire die Fläche der Gemeinde Champlin zum Arrondissement Clamecy.

## Ehemalige Gemeinden seit der landesweiten Neuordnung der Kantone
bis 2015:
Dompierre-sur-Héry, Michaugues